# 大津市立図書館
大津市立図書館（おおつしりつとしょかん）は、滋賀県大津市が運営している公共図書館である。大津市立図書館本館は大津市浜大津二丁目にある。

## 歴史
大津市内の公立図書館は長らく滋賀県立図書館のみだったが、1981年11月26日に大津市立図書館（現在の本館）が開館した。1993年7月25日には北部地域文化センター内に大津市立北図書館が開館した。2002年から数年間は人口100人あたりの貸出数が全国1位だった。2011年（平成23年）度、子どもの読書活動優秀実践校・図書館・団体（個人）として文部科学大臣表彰を受けた。

## 利用案内
- 大津市か京都市内在住または大津市内に通学・通勤している者であれば、1人15冊、3週間まで借りられる。1週間の延長が可能。

## 施設
- 大津市立図書館本館
  - 「花登筐記念文庫」コーナー
  - 「アーネスト・F・フェノロサ」コーナー
  - 「松尾芭蕉」コーナー
- 大津市立北図書館（北部地域文化センター）
- 大津市立和邇図書館（和邇館）
- 大津市南部公民館図書室（南部市民センター内）
- 移動図書館
  - さざなみ号（本館、2,800冊積載）[1]
  - ミッケル号（和邇館、2,000冊積載）[1]